# Phaethornis squalidus
El ermitaño chico bronceado o ermitaño escuálido (Phaethornis squalidus) es una especie de ave apodiforme de la familia Trochilidae, perteneciente al numeroso género Phaethornis. Es endémica de la Mata Atlántica del sureste de Brasil.

## Distribución y hábitat
Se distribuye en el sureste de Brasil desde el sur de Minas Gerais y Espírito Santo hasta Santa Catarina; también en el área del Parque nacional del Iguazú en el oeste de Paraná.
Esta especie habita en el sotobosque de bosques húmedos costeros y montanos adyacentes y en crecimientos secundarios densos, desde el nivel del mar hasta los 2250 m de altitud.

## Descripción
Mide 12 cm de longitud, uno de los menores ermitaños. Las partes superiores son de color marrón verdoso; fajas superciliar e infraocular blancuzcas, delimitando un área malar parduzcas oscura; garganta rojiza ferruginosa estriada de negro; partes inferiores color rojizo ferruginoso manchado de gris oscuro; alas negras; en la cola, las timoneras negras con las puntas brancas, siendo las centrales más largas. Pico negro, con la base de la mandíbula amarilla.

## Alimentación
Se alimenta principalmente del néctar de las flores del estrato bajo y además de pequeños artrópodos. Captura insectos en vuelos cortos.

## Reproducción
En la época da apareamiento, entre septiembre y octubre hasta febrero, el macho canta en su territorio y ejecuta demostraciones, encaramado sobre ramas horizontales o a ras de la hojarasca que cubre el suelo, en arenas comunitarias, denominadas leks, frecuentemente en medio de tocones de bambú. Al cantar, exhibe la mandíbula amarilla y balancea la cola para arriba y para abajo. Cuando se aproxima una hembra o un rival, el macho se agita en la percha que cantaba, abriendo el pico y mostrando el amarillo de la garganta, y luego mueve la cola abierta en abanico en un "va y viene" sucesivo.
Su nido es de forma cónica alargada, con un pendiente más o menos largo, tal vez para servir de contrapeso. Lo hace de material blando tal como algodoncillos o panas y restos de plantas, que se acumulan en una capa gruesa de material. Con raicillas, suspende el nido del interior de una hoja de palmera, helecho, plátano o Heliconia, que lo protege al doblarse con el peso. La hembra pone generalmente dos huevos alargados.

## Sistemática

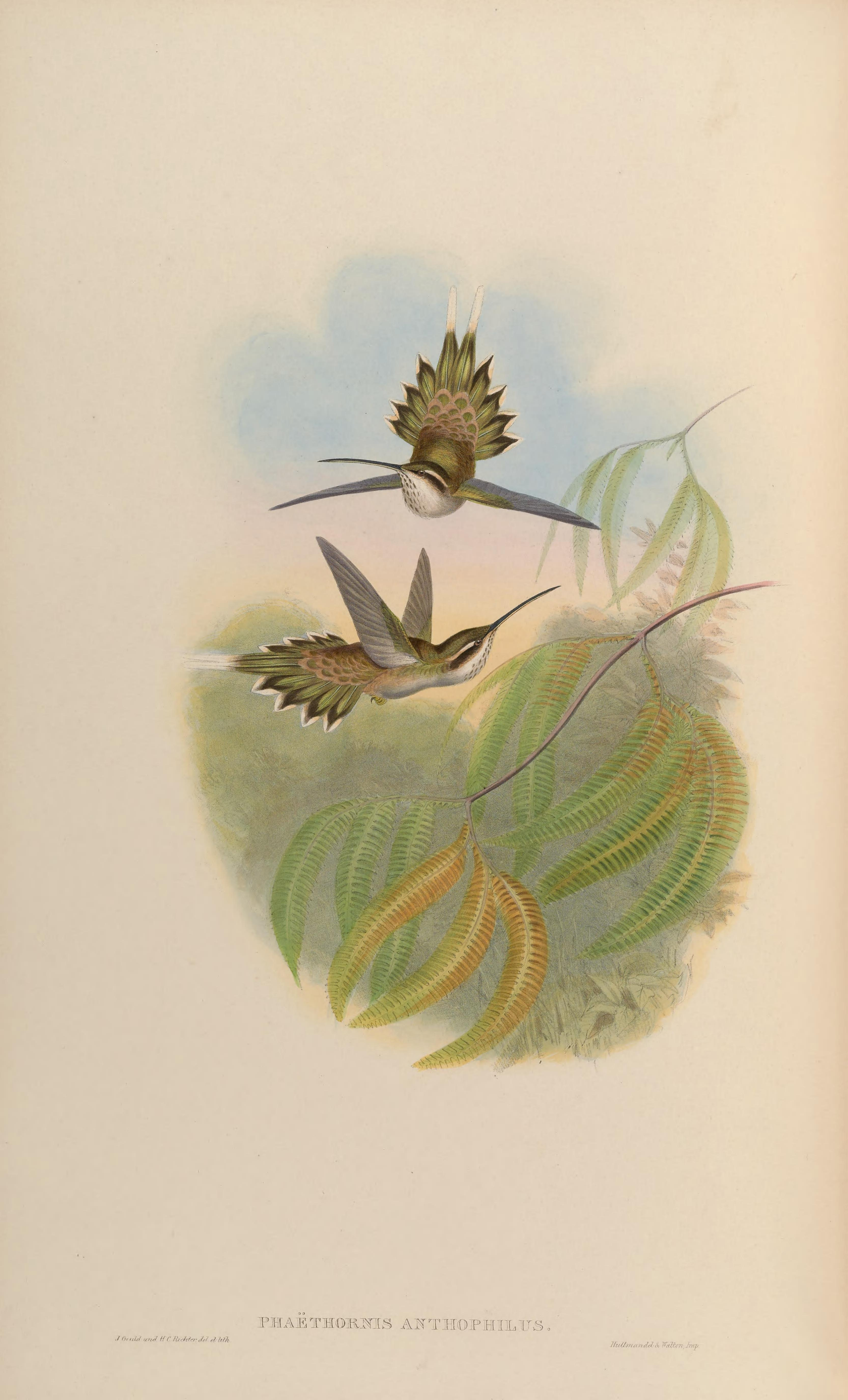
Phaëthornis intermedius sinónimo de Phaethornis squalidus, ilustración de Gould y Richter en A monograph of the Trochilidae, or family of humming-birds vol. 1, 1861.

### Descripción original
La especie P. squalidus fue descrita por primera vez por el naturalista neerlandés Coenraad Jacob Temminck en 1822 bajo el nombre científico Trochilus squalidus; su localidad tipo es: «Brasil, Ypanema, São Paulo».

### Etimología
El nombre genérico masculino «Phaethornis» se compone de las palabras del griego «phaethōn» que significa ‘sol’ y «ornis» que significa ‘pájaro’; y el nombre de la especie «squalidus», en latín significa ‘rudo’, ‘sucio’.

### Taxonomía
Ya fue separado en un género Pygmornis; la presente especie presenta las características más primitivas de cualquier otro miembro del género. Es monotípica.